# Dionisio Lazzari
Dionisio Lazzari (Napoli, 17 ottobre 1617 – Napoli, 9 agosto 1689) è stato un architetto e scultore italiano, esponente del Barocco napoletano.

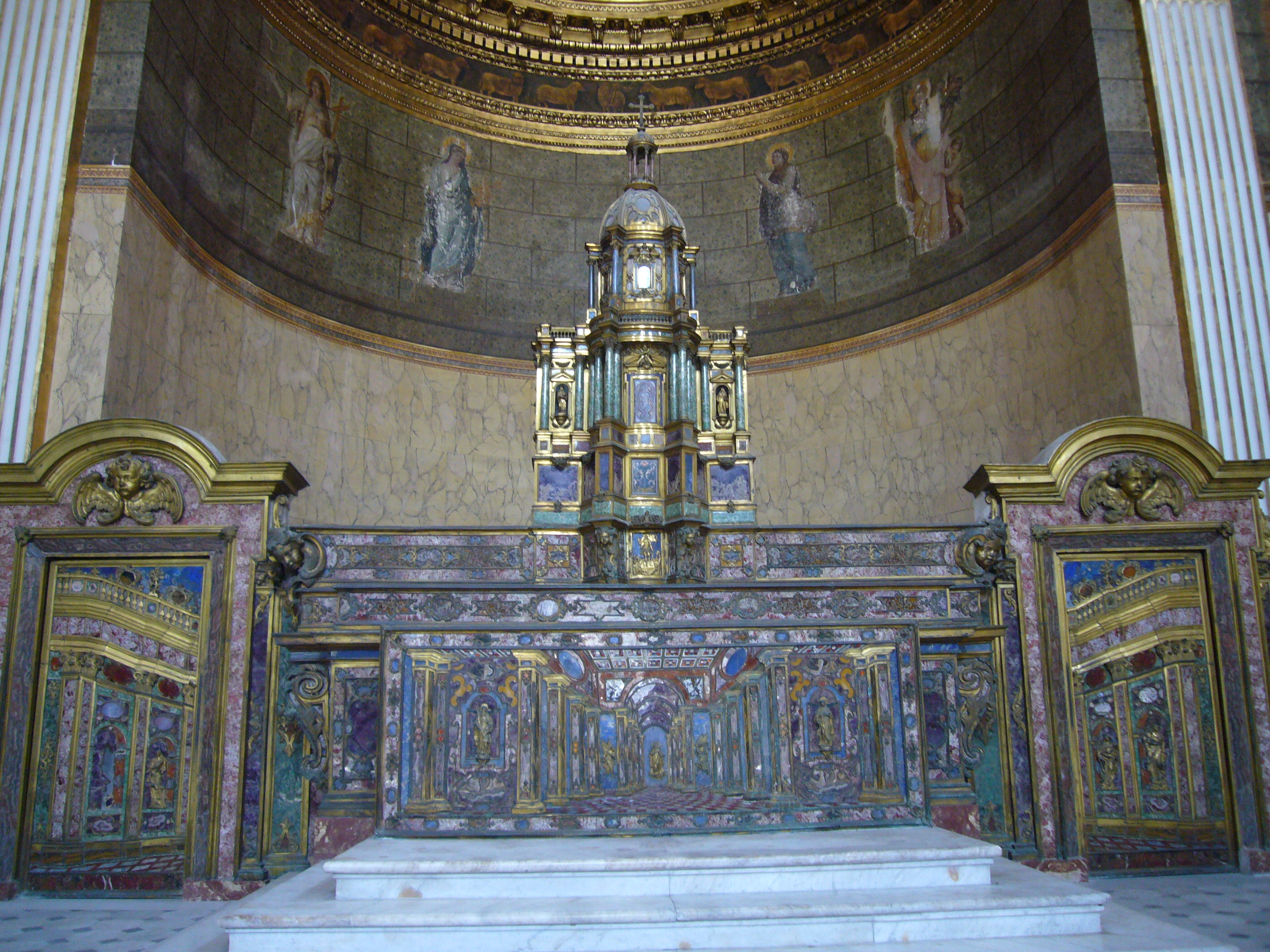
Altare della Cappella reale

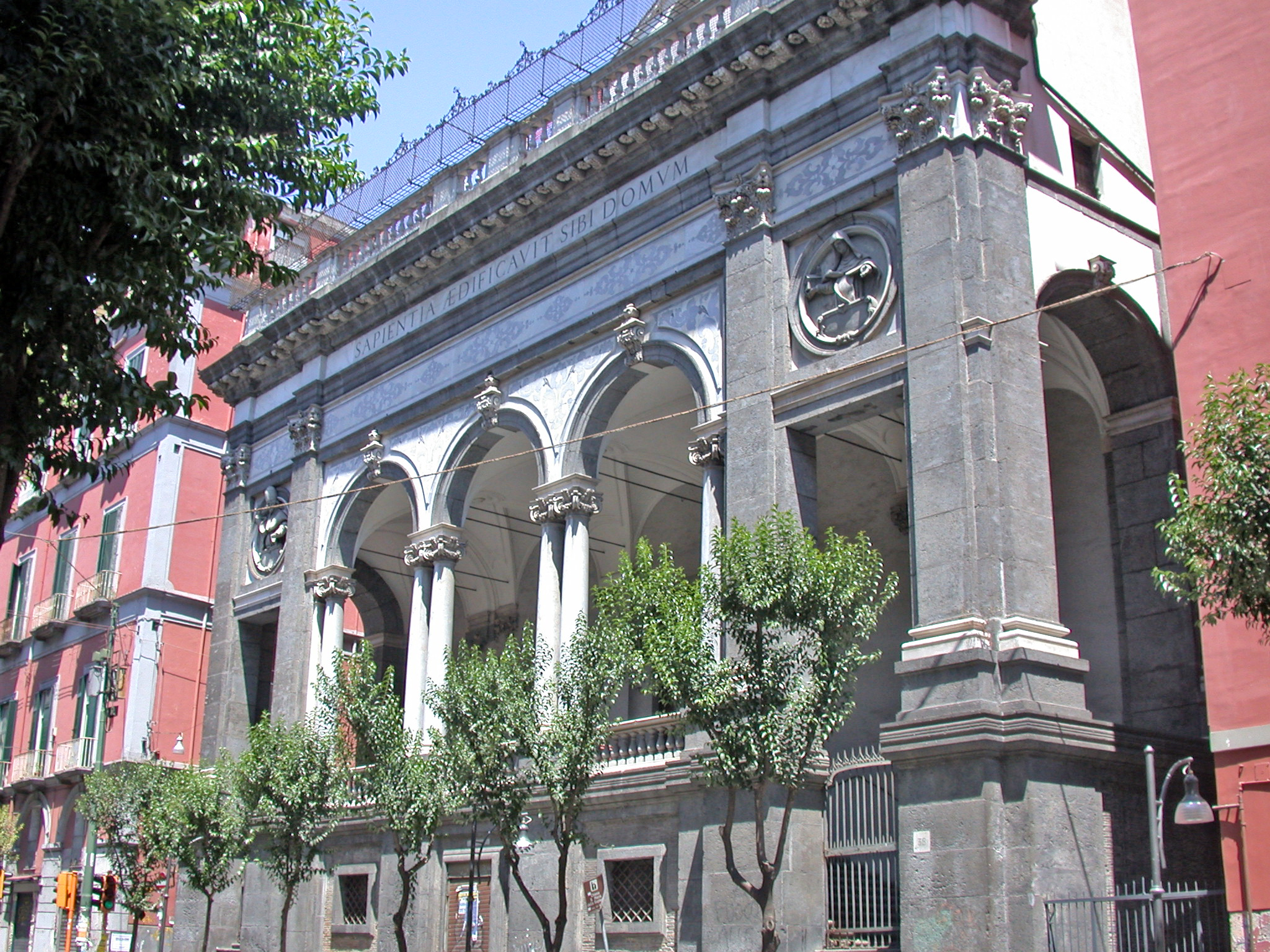
Decorazioni della facciata della Sapienza

Si specializzò nella opera dell'opus sectile (marmi commessi).

## Biografia
Figlio dello scultore e marmoraro Jacopo (o Giacomo) Lazzari (Firenze, 1574 – Napoli, 20 aprile 1640) e Caterina Papini, venne tenuto a battesimo da Dionisio Nencioni di Bartolomeo, architetto, e da Delia Vitale, moglie dello scultore Michelangelo Naccherino col quale ha lavorato con Jacopo. Iniziò la carriera come marmoraro presso la bottega paterna, nel 1637, ad appena vent'anni, fu iscritto alla corporazione degli scappellini e marmorari. Lavorò col padre, nelle sue opere giovanili, nella Cappella di San Filippo Neri nella Chiesa dei Girolamini.
Dal 1640 al 1653 completò diverse opere lasciate incompiute dal padre. Realizzò, in società, la cappella di Santa Maria delle Grazie e l'altare maggiore con la balaustra in San Pietro Martire; lavori non specificati a Sant'Antimo, San Severo, Troia e a Portici; la cappella Spinelli nella Chiesa di San Domenico Maggiore; la decorazione della facciata, degli interni e del tesoro della Chiesa di Santa Maria della Pace; in San Paolo Maggiore realizzò la decorazione in marmi commessi nella Cappella Firrao e l'altare maggiore. Una delle opere più significative di Dionisio e della sua bottega ereditata è il restauro della facciata di Palazzo Firrao insieme al fratello Giacinto Lazzari, Simone Tacca (Carrara, 1593 – Napoli, 1664) e Francesco Valentino su attribuzione del progetto Fanzaghiano. A Solofra operò nella Collegiata di San Michele Arcangelo e a Bari realizzò la balaustra dell'altare maggiore della Basilica di San Nicola.
Nel 1640 lavorò presso la Chiesa di Santa Maria della Sapienza nella realizzazione delle sculture del prospetto supervisionato da Cosimo Fanzago. Difficile risulta essere l'attribuzione dell'opera: Roberto Pane ritiene che il progetto d'insieme sia di Fanzago; Giurleo attribuisce a Lazzari e aiuti i lavori effettuati nel 1653, tra cui anche la facciata; Mormone, Blunt e Del Pesco affermano che il Lazzari lavorò supervisionato da Fanzago; infine Cantone afferma che la facciata sia di Giovan Giacomo Di Conforto. Nel 1643 fu occupato nei Girolamini nel completamento della Cappella di San Filippo Neri; nella stessa struttura realizzò, a più riprese, le decorazioni marmoree delle cappelle, gli stucchi in sagrestia nel 1655 e le sculture del primo ordine della facciata. Nel cantiere dei Girolamini, Lazzari ebbe l'opportunità di misurarsi come organizzatore di spazi e di direttore dei lavori: si occupò della realizzazione dello spazio antistante il prospetto e del completamento del chiostro grande. Nel 1654 realizzò l'altare della chiesa di San Gregorio Armeno . Nel 1660 progettò, nella congregazione del Monte dei Poveri, il catafalco di Filippo IV di Spagna e dal 1660 al 1664 fu impegnato nel disegno delle cappelle di Santa Maria della Neve e Sant'Anna, sempre nel complesso dei Girolamini. Dal 1661 e per circa vent'anni si occupò della realizzazione del complesso del San Salvatore di Capri. Nel 1665 fece i disegni per due credenze in argento che doveva eseguire Leonardo de Franco per la basilica della Santissima Annunziata Maggiore. Nel 1666 fu il turno dell'altare di chiesa dei Santi Marcellino e Festo. L'anno successivo realizzò le decorazioni marmoree nella Cappella di Sant'Anna nella chiesa della Pietà dei Turchini e nella Cappella di San Benedetto in San Marcellino. Nel 1669 realizzò i marmi nella Cappella di Sant'Antonio nella chiesa di Santa Maria Donnaregina Nuova. Contemporaneamente, con Donato Antonio Cafaro, progettò la macchina da festa per la canonizzazione di san Pietro d'Alcantara.

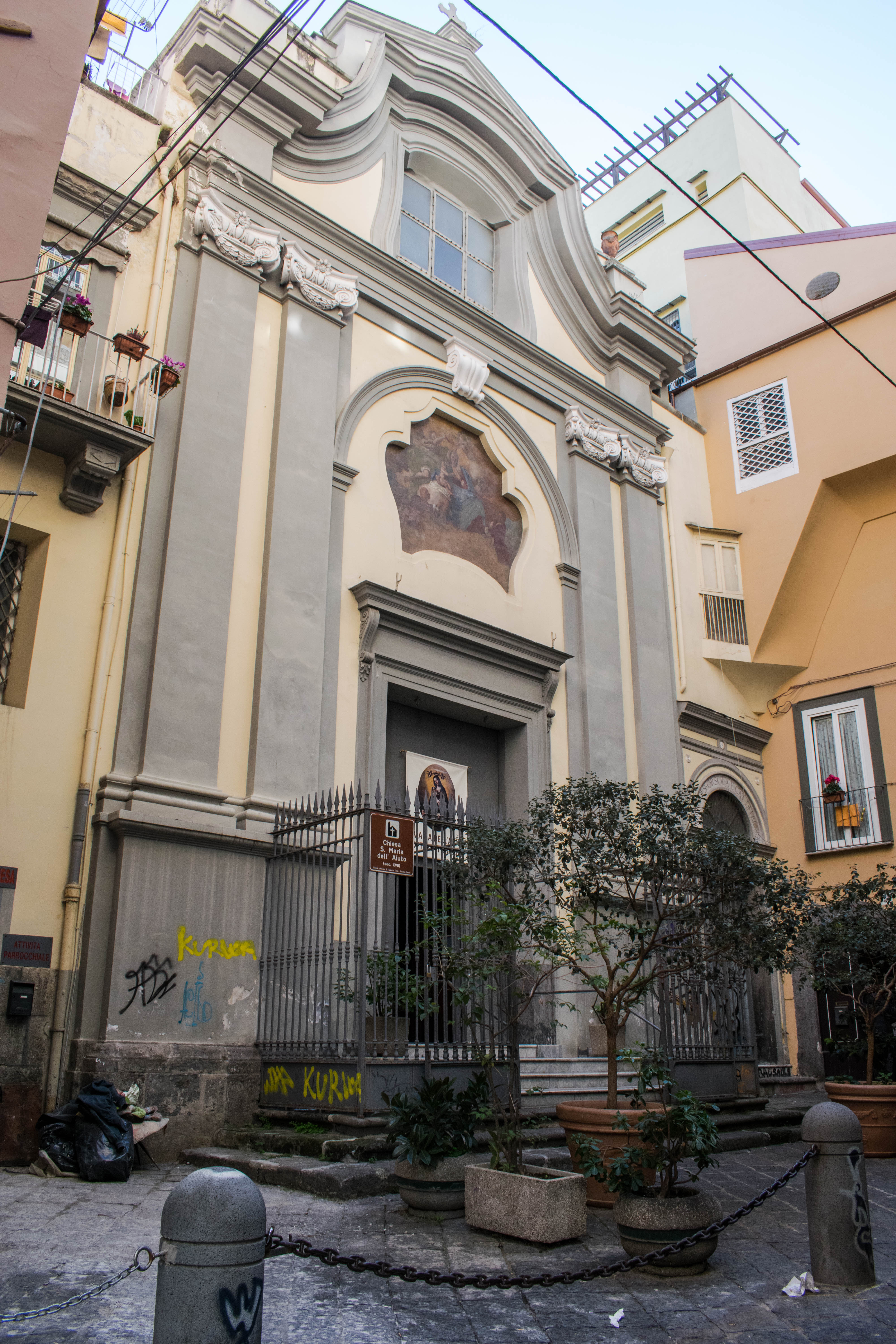
Facciata della Chiesa di Santa Maria dell'Aiuto a Napoli.

Secondo la testimonianza di un cronista, nel 1670, Dionisio organizzò il trasporto di una colonna ritrovata sotto la cattedrale di Napoli per i Teatini in piazza San Gaetano dove è innalzata la statua del Santo, tuttavia non eretta nella sua totalità, ma solo il pidistallo e la base della colonna con la statua. Nel 1671 progettò una macchina per la canonizzazione di San Gaetano da Thiene: la struttura fu costituita da una volta tra il colonnato del tempio dei Dioscuri e la facciata della Basilica di San Paolo Maggiore. L'opera fu talmente stressante per le strutture antiche che, con il terremoto del 1688, finì per crollare il prospetto antico: questo non gli diede onore. A partire da questo decennio si occupò più intensamente nell'attività di architetto. Nel 1673 progettò uno dei suoi capolavori architettonici, la chiesa di Santa Maria dell'Aiuto, caratterizzata da una pianta a croce greca allungata. Nello stesso anno si occupò della decorazione della chiesa di Santa Maria dei Bianchi e a Gaeta, contemporaneamente, progettò la decorazione barocca interna del gotico santuario della Santissima Annunziata. Nel 1674 realizzò uno dei capolavori della scultura napoletana, l'altare maggiore della chiesa di Santa Teresa degli Scalzi, fu trasferito nel 1808 nella cappella dell'Assunta di Palazzo Reale. Opera degna che combina architettura e scultura dove la macchina d'altare s'ispira a quelle del Fanzago, notevole è il tabernacolo che appare come un edificio sacro ambiguo dove si alteranano i pieni e vuoti delle colonne e balaustre, delle sporgenze e delle rientranze, le porte laterali che servono all'ingresso del coro, dono decorato da rilievi prospettici che riprendono alcuni ambienti astratti. Nel 1677 costruì l'abside e il sottostante succorpo del duomo di Gaeta.

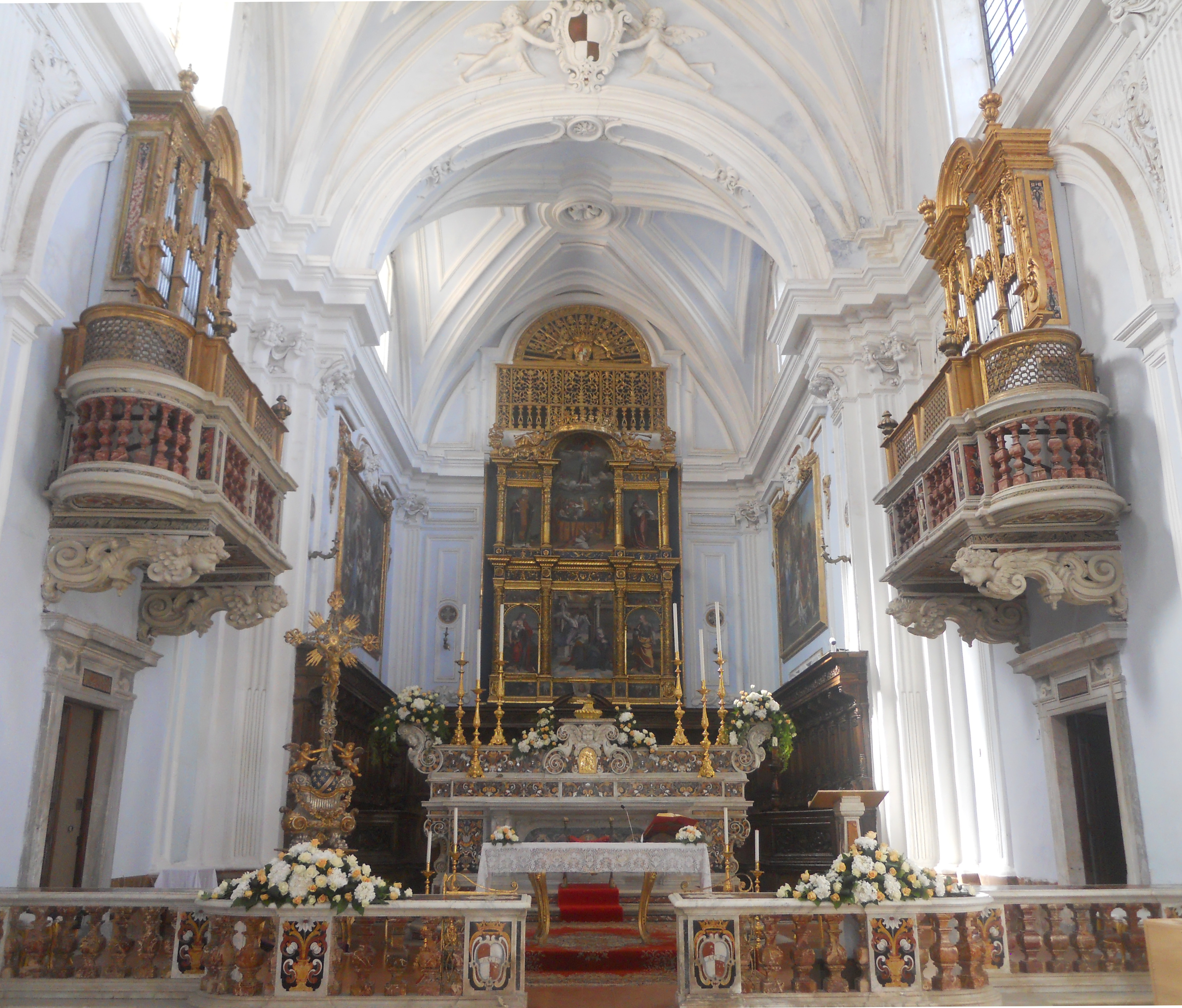
Il presbiterio del santuario della Santissima Annunziata in Gaeta: gli stucchi, la balaustra, le cantorie, la cassa dell'organo (a sinistra) e l'altare maggiore sono opera di Dionisio Lazzari

Nel 1680 fu realizzata la cupola dei Girolamini su disegno del Nostro. Nel 1681 progettò la chiesa di San Severo alla Sanità e allo stesso tempo realizzò l'altare della chiesa di San Giuseppe dei Ruffi, dove qualche anno prima progettò anche la chiesa ad esclusione del prospetto. Nel 1682 realizzò gli interventi nelle cappelle di Sant'Andrea Avellino nella Basilica di San Paolo e San Francesco nella chiesa di San Lorenzo Maggiore e come architetto ordinario della chiesa di San Gregorio Armeno progettò la decorazione marmorea della porta d'accesso al refettorio. Nel 1683 realizzò il disegno del paliotto da realizzarsi in argento per la reale cappella del Tesoro di san Gennaro; fu manufatto dopo la morte del Nostro da Giovan Domenico Vinaccia.  Nel 1684 realizzò il rifacimento della chiesa di Santa Maria Egiziaca all'Olmo. Il progetto della chiesa si rifà alle tendenze sperimentali di inizio secolo di Giuseppe Nuvolo riguardo alle planimentrie ovoidali. Nella chiesa di Santa Maria del Popolo realizzò, nel 1688, l'altare maggiore. Nel 1689 fu impegnato nel restauro del complesso di San Gaudioso, sopraggiunta la morte il completamento fu eseguito dal Vinaccia coadiuvato da Sartone.
Fu sepolto nei Girolamini. Tra i suoi collaboratori si possono annoverare l'architetto Arcangelo Guglielmelli e Giovan Domenico Vinaccia.

## Opere principali
- Santa Maria dell'Aiuto
- Santa Maria all'Olmo
- Fontana di Monteoliveto
- Decorazione presbiteriale e absidale della chiesa di Santa Maria delle Anime del Purgatorio ad Arco
- San Giuseppe dei Ruffi
- Chiesa dei Girolamini
- Chiostro e cupola della Chiesa dei Girolamini
- Altare maggiore della Cappella Reale del Palazzo Reale di Napoli
- Arredi interni del Santuario della Santissima Annunziata in Gaeta
- Altare maggiore e succorpo del duomo di Gaeta
- Chiesa di Santa Maria della Sorresca in Gaeta
- Chiesa di Santa Maria di Porto Salvo in Gaeta